# Avicularia caesia
Avicularia caesia är en spindelart som först beskrevs av Carl Ludwig Koch 1842.  Avicularia caesia ingår i släktet Avicularia och familjen fågelspindlar.
Artens utbredningsområde är Puerto Rico. Inga underarter finns listade.